# 에이데어 티쉴러
에이데어 티쉴러(Adair Tishler, 1996년 10월 3일 ~ )는 미국의 가수, 텔레비전 배우, 모델, 영화배우, 성우이다.
내슈빌에서 태어났다.

## 방송
- 히어로즈 시즌2

## 영화
- 잭과 콩나무 (2010년)
- 위딘 (2009년) - 하젤 마리 역
- 인형의 집 (2009년)
- 팜 하우스 (2008년)
- 텐 인치 히어로 (2007년)
- 히어로즈 (2006년)